# Selanec
Selanec je naselje u Hrvatskoj u sastavu općine Svetog Petra Orehovca. Nalazi se u Koprivničko-križevačkoj županiji. 

## Zemljopis
Zapadno je Sveti Petar Orehovec, sjeverozapadno je Črnčevec, sjeverno su Mikovec i Hrgovec, sjeveroistočno su Dedina i Žibrinovec, istočno su Zamladinec, rječica, Bočkovec, Piškovec i Sveta Helena, jugoistočno su Brdo Orehovečko i Guščerovec, jugozapadno su Međa, Orehovec i Miholec.

## Stanovništvo
| broj stanovnika | 174   | 190   | 196   | 225   | 231   | 251   | 238   | 228   | 261   | 249   | 263   | 235   | 221   | 222   | 193   | 156   | 120   |
|                 | 1857. | 1869. | 1880. | 1890. | 1900. | 1910. | 1921. | 1931. | 1948. | 1953. | 1961. | 1971. | 1981. | 1991. | 2001. | 2011. | 2021. |